# Glyptothorax macromaculatus
Glyptothorax macromaculatus är en fiskart som beskrevs av Li, 1984. Glyptothorax macromaculatus ingår i släktet Glyptothorax och familjen Sisoridae. IUCN kategoriserar arten globalt som livskraftig. Inga underarter finns listade i Catalogue of Life.